# Wayne Seybold
Wayne William Seybold (* 5. September 1963 in Orlando, Florida) ist ein ehemaliger US-amerikanischer Eiskunstläufer.
Seybold trat zusammen mit seiner Schwester Natalie Seybold im Paarlauf an. Zusammen belegten sie bei den US-amerikanischen Meisterschaften 1985 und 1989 den zweiten Platz. In den Jahren 1986 und 1988 wurden sie jeweils Dritte. Ebenfalls traten sie zwischen 1985 und 1989 bei vier Eiskunstlauf-Weltmeisterschaften an. Ihr bestes Resultat waren dabei die achten Plätze 1986 und 1989. Des Weiteren traten die Seybolds bei den Olympischen Winterspielen 1988 im kanadischen Calgary an. Im Paarlauf erreichten sie Rang zehn.
Seybold hat an der Indiana Wesleyan University studiert. Nach dem Ende seiner sportlichen Karriere kehrte er nach Marion, Indiana zurück und war dort politisch aktiv. 2003 und 2007 wurde er zum Bürgermeister Marions gewählt.

## Ergebnisse

### Paarlauf
(mit Natalie Seybold)
| Wettbewerb / Jahr                | 1985 | 1986 | 1987 | 1988 | 1989 |
| -------------------------------- | ---- | ---- | ---- | ---- | ---- |
| Olympische Winterspiele          |      |      |      | 10.  |      |
| Weltmeisterschaften              | 9.   | 8.   |      | 10.  | 8.   |
| US-amerikanische Meisterschaften | 2.   | 3.   | 4.   | 3.   | 2.   |